# مارجريتا ألسترومر
مارجريتا ألسترومر تزوجت كرونستيدت من فولرو، (12 ديسمبر 1763 - 19 فبراير 1816)، كانت رسامة سويدية، المغنية والكونتيسة. كانت عضوًا في الأكاديمية الملكية السويدية للفنون والأكاديمية الملكية السويدية للموسيقى.

## السيرة الذاتية
كانت مارجريتا ألسترومر ابنة رجل دولة بارون وموسيقي هاوي باتريك ألستروم وكريستينا ماريا أولونبيرغ وحفيدة جوناس ألسترومر.
لقد نشأت في بيئة ثقافية. جعل والدها منزلهم مركزًا للحياة الثقافية في مدينة غوتنبرغ وكان معروفًا كمؤسس مسرح الكوميديا (1779). غالبًا ما شاركت هي وأخواتها كريستينا وآنا وشقيقها جوناس كمغنيين وموسيقيين وممثلين في الحفلات الموسيقية ومسرح الهواة في جوتنبرج وستوكهولم.
في عام 1781، تزوجت من اللواء الكونت نيلس أوغست كرونستيدت من فولرو. في عام 1788، حكم على زوجها بالإعدام لإجباره على الخضوع، ولكن تم سجنه في قلعة فاربرغ، حيث تم إطلاق سراحه عام 1792 بأمر من الدوق تشارلز.

## رسامة
تم وصف ألستروم بأنه «مهارة بارعة في فن الرسم». في عام 1795، تم إدخالها إلى الأكاديمية الملكية السويدية للفنون بأغلبية كبيرة.
في عام 1795، قالت انها أدخلت إلى الأكاديمية السويدية الملكية للموسيقى، وهي الأولى لجنسها جنبا إلى جنب مع المكانة.

## مغنية
كانت ألسترومر مغنية مشهورة في الحفلات الخاصة والحفلات الخيرية العامة.